# Zama (película de 2017)
Zama es una película argentina de drama histórico de 2017 escrita y dirigida por Lucrecia Martel. El guion está basado en la novela homónima del escritor mendocino Antonio Di Benedetto. Fue seleccionada para representar a Argentina en la 90.ª edición de los Premios Óscar en la categoría Mejor película de habla no inglesa.

## Sinopsis
Diego de Zama, un funcionario americano de la Corona española, espera una carta del Rey que lo aleje del puesto de frontera en el que se encuentra estancado. Su situación es delicada. Debe cuidarse de que nada empañe esa posibilidad. Se ve obligado a aceptar con sumisión cualquier tarea que le ordenen los gobernadores que se van sucediendo mientras él permanece. Algunos años transcurren y la carta nunca llega. Al advertir que en la espera ha perdido todo, Zama decide sumarse a una partida de soldados y partir a tierras lejanas en busca de un peligroso bandido. Libre de sus esperanzas de traslado y ascenso, sabiéndose en peligro, descubre que lo único que desea es vivir. Quizás pueda conseguirlo.

## Producción
La película fue producida por Rei Cine (Argentina) y Bananeira Films (Brasil) y coproducida por una amplia gama de productoras de distintos países: El Deseo (España), MPM Film (Francia), Patagonik Film Group (Argentina), Louverture Films (Estados Unidos), Canana Films (México), Lemming Film (Países Bajos), O Som e a Fúria (Portugal), KNM (Francia), Picnic Producciones (Argentina) y Nederlands Filmfonds (Países Bajos); en tanto las ventas internacionales de la película quedan a cargo de la compañía The Match Factory. Las locaciones se desarrollan en Formosa, Corrientes (Empedrado) y Buenos Aires.
Iba a estrenarse en 2016, pero los productores anunciaron en un comunicado que se haría en 2017 por motivos personales de la directora que debió ausentarse cuatro meses, por lo cual la posproducción se retrasó.

## Reparto
- Daniel Giménez Cacho - Don Diego de Zama
- Lola Dueñas - Luciana Piñares de Luenga
- Matheus Nachtergaele - Vicuña Porto
- Juan Minujín - Ventura Prieto
- Nahuel Cano - Fernández
- Daniel Veronese - Gobernador
- Rafael Spregelburd - Capitán Hipólito Parrilla

## Tráiler
El 17 de febrero, una de las productoras dio el primer adelanto o tráiler de la película. Si bien en la Argentina estaba previsto que se estrenara en junio de 2017, los productores eligieron esperar a que la película tuviese su premier en el Festival Internacional de Cine de Venecia, por lo que el estreno local se retrasó hasta fines de septiembre de 2017.

## Recepción

### Crítica
Zama recibió aclamación de los especialistas. Según el sitio Todas Las Críticas (que recopila numerosas de ellas y las analiza para dar una conclusión general), posee una calificación de 82/100 basado en 41 críticas, posicionándose como una de las argentinas más aclamadas en la historia de la página (se ubica tercera en el ranking histórico, por detrás de El estudiante de Santiago Mitre y El acto en cuestión de Alejandro Agresti). Muchos de los críticos han coincidido en clasificarla como "obra maestra". Desde el portal Otros Cines, Diego Battle le otorgó calificación perfecta añadiendo que la cinta es "brillante". Emiliano Basile del sitio Escribiendo Cine, mencionó en su evaluación: «La película demuestra la inteligencia de... Martel para diseñar las escenas quirúrgicamente y plasmar su visión particular de la historia». Y concluye: «la larga espera para volver a reencontrarnos con su cine valió la pena».
Numerosas publicaciones internacionales incluyeron a Zama encabezando sus listas de las mejores películas del año. La revista inglesa Sight & Sound incluyó a Zama en su TOP 25 de las mejores del 2017, ubicándola en el puesto 4. El portal estadounidense IndieWire posicionó a Zama como la "mejor película de 2018 ya vista" en referencia a su estreno en suelo norteamericano para dicho año. También encabezó el ranking anual de Film Comment y Reverse Shot, fue finalista del premio a Mejor Película de la Federación Internacional de Prensa Cinematográfica e incluida entre las mejores películas del año por el New York Times, las revistas New Yorker, Esquire, Vogue, Little White Lies, y el British Film Institute, entre otras decenas de publicaciones y blogs especializados.

#### Listas históricas de la crítica
| Publicación   | Año  | Lista                                          | Posición | Ref.   |
| ------------- | ---- | ---------------------------------------------- | -------- | ------ |
| Sight & Sound | 2023 | TOP 250 mejores películas de todos los tiempos | 196      | [ 25 ] |

### Comercial
La cinta se estrenó el 28 de septiembre, días después de la primera edición de la "Semana del Cine Argentino", que promueve la difusión de la industria nacional. Gracias a dicho evento logró, en su primer fin de semana, atraer a poco más de 29.000 espectadores, cifra que para una película independiente resulta sobresaliente, ubicándose en el tercer puesto entre las más vistas. Con esos números, la película de Martel igualó en solo cuatro días todo el recorrido comercial de La mujer sin cabeza, su trabajo anterior. Alcanzó los 95.054 espectadores.

## Premios y nominaciones

### Participación en festivales de cine
| Festival                     | Fecha de evento                           | Categoría                         | Premio   | Ref.   |
| ---------------------------- | ----------------------------------------- | --------------------------------- | -------- | ------ |
| Festival de Venecia          | 30 de agosto al 9 de septiembre de 2017   | Sección oficial Fuera de concurso | Nominado | [ 30 ] |
| Festival de Toronto          | 7 al 17 de septiembre de 2017             | Masters                           | Nominado | [ 31 ] |
| Festival de Nueva York       | 30 de septiembre al 16 de octubre de 2017 | Sección oficial                   | Nominado | [ 32 ] |
| Festival de Londres          | 4 al 13 de octubre de 2017                | Special Presentation              | Nominado | [ 33 ] |
| Festival de Busan            | 12 al 21 de octubre de 2017               | Cine del Mundo                    | Nominado | [ 34 ] |
| Festival Latin Beat de Tokio | 5 de octubre al 5 de noviembre de 2017    | Mejor película                    | Ganador  | [ 35 ] |
| Festival de Sevilla          | 3 al 11 de noviembre de 2017              | Mención especial del jurado       | Ganador  | [ 36 ] |
| Festival de La Habana        | 8 al 17 de diciembre de 2017              | Sección oficial                   | Nominado | [ 37 ] |
| Festival de La Habana        | 8 al 17 de diciembre de 2017              | Mejor dirección                   | Ganador  | [ 37 ] |
| Festival de La Habana        | 8 al 17 de diciembre de 2017              | Mejor sonido                      | Ganador  | [ 37 ] |
| Festival de La Habana        | 8 al 17 de diciembre de 2017              | Mejor dirección artística         | Ganador  | [ 37 ] |

### Premios Platino
| Año  | Categoría                                | Candidato                          | Resultado |
| ---- | ---------------------------------------- | ---------------------------------- | --------- |
| 2018 | Mejor Película Iberoamericana de Ficción | Zama                               | Nominado  |
| 2018 | Mejor Dirección                          | Lucrecia Martel                    | Nominado  |
| 2018 | Mejor Interpretación Masculina           | Daniel Giménez Cacho               | Nominado  |
| 2018 | Mejor montaje                            | Karen Harley, Miguel Schverdfinger | Nominado  |
| 2018 | Mejor guion                              | Lucrecia Martel                    | Nominado  |
| 2018 | Dirección de Arte                        | Renata Pinheiro                    | Ganador   |
| 2018 | Dirección de Sonido                      | Guido Beremblum                    | Ganador   |
| 2018 | Mejor fotografía                         | Rui Pocas                          | Ganador   |

### Premios Sur
Dichos premios serán entregados por la Academia de las Artes y Ciencias Cinematográficas de la Argentina en 2018.
| Año  | Categoría                          | Candidato                    | Resultado |
| ---- | ---------------------------------- | ---------------------------- | --------- |
| 2017 | Mejor película                     | Zama                         | Ganador   |
| 2017 | Mejor director                     | Lucrecia Martel              | Ganador   |
| 2017 | Mejor actor                        | Daniel Giménez Cacho         | Ganador   |
| 2017 | Mejor actor de reparto             | Juan Minujín                 | Nominado  |
| 2017 | Mejor montaje                      | Miguel Schverdfinger         | Ganador   |
| 2017 | Mejor guion adaptado               | Lucrecia Martel              | Ganador   |
| 2017 | Mejor dirección de arte            | Renata Pinheiro              | Ganador   |
| 2017 | Mejor diseño de vestuario          | Julio Suárez                 | Ganador   |
| 2017 | Mejor sonido                       | Guido Beremblum              | Ganador   |
| 2017 | Mejor fotografía                   | Rui Pocas                    | Ganador   |
| 2017 | Mejor maquillaje y caracterización | Marisa Amenta Alberto Moccia | Ganador   |

### Premios Goya
Dichos premios serán entregados por la Academia de las Artes y las Ciencias Cinematográficas de España el 3 de febrero de 2018.
| Año  | Categoría                     | Candidato | Resultado |
| ---- | ----------------------------- | --------- | --------- |
| 2017 | Mejor película iberoamericana | Zama      | Nominado  |

### Premios Cóndor de Plata
Dichos premios serán entregados por la Asociación de Cronistas Cinematográficos de la Argentina en  2018.
| Año  | Categoría                          | Candidato                    | Resultado |
| ---- | ---------------------------------- | ---------------------------- | --------- |
| 2018 | Mejor Película                     | Zama                         | Ganadora  |
| 2018 | Mejor Dirección                    | Lucrecia Martel              | Ganadora  |
| 2018 | Mejor Actor                        | Daniel Giménez Cacho         | Nominada  |
| 2018 | Mejor Actor de Reparto             | Juan Minujín                 | Nominada  |
| 2018 | Revelación masculina               | Nahuel Cano                  | Nominada  |
| 2018 | Mejor Montaje                      | Miguel Schverdfinger         | Nominada  |
| 2018 | Mejor Guion Adaptado               | Lucrecia Martel              | Ganadora  |
| 2018 | Mejor diseño de arte               | Renata Pinheiro              | Ganadora  |
| 2018 | Mejor diseño de vestuario          | Julio Suárez                 | Ganadora  |
| 2018 | Mejor sonido                       | Guido Beremblum              | Ganadora  |
| 2018 | Mejor Fotografía                   | Rui Pocas                    | Ganadora  |
| 2018 | Mejor maquillaje y caracterización | Marisa Amenta Alberto Moccia | Ganadora  |

### Premios Cinema Tropical
La película recibió el premio a Mejor Película por la prestigiosa organización artística basada en Nueva York Cinema Tropical, única con la misión de honrar y visibilizar el cine de autor latinoamericano en los Estados Unidos.

## El rodaje hecho libros
La escritora entrerriana Selva Almada estuvo a cargo de la realización de una bitácora oficial sobre el rodaje encargada por Rei Cine. Titulado El mono en el remolino (Apuntes sobre el rodaje de Zama), está compuesto por notas sobre el proceso de filmación, entrevistas y demás apreciaciones dispuestas por la escritora. Fue escrito con total libertad narrativa y publicado semanas antes del estreno por la editorial Penguin Random House.
Adicionalmente el actor Rafael Spregelburd, encargado de encarnar al personaje del Capitán Parrilla, llevó a cabo durante el rodaje de la película en Formosa un diario personal como parte de su entrenamiento, escrito desde la voz del propio Capitán Parrilla. La pieza, en tono humorístico y satírico, recoge anécdotas variadas del rodaje de la película. Dos años después del estreno de la película fue publicado por la editorial Entropía.

## El documental sobre el detrás de escena
En el transcurso de las últimas tres semanas de rodaje de la película el realizador de cine documental Manuel Abramovich tuvo acceso al set de filmación y registró a Lucrecia Martel llevando adelante sus tareas de dirección, como así también a los actores y a distintos miembros del equipo técnico de la película en interacción con la realizadora. Ello derivó un año más tarde en una película paralela, titulada "Años Luz", dirigida por Manuel Abramovich y producida por Rei Cine. Interesante retrato documental de Lucrecia Martel durante el rodaje de Zama, la película fue invitada a participar del Festival Internacional de Cine de Venecia en la prestigiosa sección Venice Classics, inaugurando así un largo recorrido por festivales y ciclos de cine. También fue presentada en Argentina en el MALBA.

## Estreno
| Año  | País           | Fecha            | Distribuidora | Ref.   |
| ---- | -------------- | ---------------- | ------------- | ------ |
| 2017 | Argentina      | 28 de septiembre | Buena Vista   | [ 46 ] |
| 2017 | Uruguay        | 13 de julio      | Buena Vista   | [ 47 ] |
| 2018 | Perú           | 1 de febrero     | Buena Vista   | [ 48 ] |
| 2018 | España         | 26 de enero      | Buena Vista   | [ 49 ] |
| 2018 | Estados Unidos | 13 de abril      | Strand        | [ 50 ] |